# Distretto di Hammam Soukhna
Il distretto di Hammam Soukhna è un distretto della provincia di Sétif, in Algeria.

## Comuni
Il distretto di Hammam Souhna comprende 3 comuni:
- Hammam Soukhna
- Taya
- Tella